# Organisation internationale pour les aides à la navigation maritime
L'Organisation internationale pour les aides à la navigation maritime sera une organisation intergouvernementale en vertu du droit international, à caractère consultatif et technique, créée à la suite d'une convention finalisée lors de la Conférence diplomatique de l'Association internationale de signalisation maritime (AISM) tenue à Kuala Lumpur, en Malaisie, du 25 au 28 février 2020. L'acte final de la Convention a été signé par 50 États. La Convention a été ouverte à la signature de tous les États membres des Nations unies en novembre 2020 à Paris, et entrera en vigueur 9 mois après la 30ème ratification. Au 1er janvier 2023, elle comptabilise 13 ratifications.
Son siège sera en France. Elle succèdera à  l'actuelle Association internationale de signalisation maritime (AISM).

## Historique
L'Association internationale des Autorités de Phares est créée le 1er juillet 1957. En 1998, elle est renommée Association internationale de signalisation maritime (AISM). La convention finalisée en 2020 a pour objet de modifier la nature de l’AISM en substituant au statut d’association loi 1901 celui d’organisation intergouvernementale afin de mettre en cohérence la nature juridique de cet organisme au regard de l’ampleur et de la dimension internationale de ses activités.

## Missions
Les objectifs de l'Organisation sont :
- de renforcer une circulation des navires sûre et efficace
- de favoriser l'accès à la coopération technique
- d'encourager et de faciliter l'adoption généralisée de normes en matière d'aide à la navigation maritime.
- de permettre un échange d'informations sur les questions examinées par l'Organisation.

## Composition et organisation
Les organes de l'Organisation sont l'Assemblée générale, le Conseil, des comités et le secrétariat.
L'Assemblée générale est le  principal organe décisionnel de l’Organisation. Elle est composée exclusivement des États membres.  Ses sessions régulières ont lieu tous les trois ans. Elle procède à l’élection du président et vice‑président de l’Organisation ainsi qu’à celle du Conseil. L’Assemblée générale décide de la politique générale et de la stratégie de l’Organisation.
Le conseil est l'organe exécutif de 'Organisation. Il t assure la direction des activités. Outre le Président et le Vice-Président il comprend des représentants de 23 états membres. Tout membre non représenté au Conseil peut participer à ses réunions, sans droit de vote. 
Le secrétariat se compose du Secrétaire général et du personnel. Le secrétaire a un mandat de trois ans, renouvelable deux fois. Il est responsable de la gestion quotidienne.